# گمینا پوردا
گمینا پوردا (به لهستانی:  Gmina Purda) یک گمینا در لهستان است که در شهرستان اولشتین واقع شده‌است. گمینا پوردا ۳۱۸٫۱۹ کیلومتر مربع مساحت و ۷٬۲۶۸ نفر جمعیت دارد.